# Bitwa w Bebelnie
Bitwa w Bebelnie – bitwa powstania styczniowego stoczona 28 kwietnia 1864 roku we wsi Bebelno. Starcie odbyło się między oddziałem powstańczej żandarmerii pod dowództwem Władysława Nowackiego-Kopaczyńskiego pseudonim Junosza, a oddziałem rosyjskim. Starcie zakończyło się wycofaniem się powstańców.
11 kwietnia 1864 aresztowano ostatniego dyktatora powstania Romualda Traugutta. W tym momencie powstanie styczniowe utraciło swoich przywódców i  w zasadzie już upadło.  Dalej jednak w Kongresówce działały jeszcze nieliczne już oddziały powstańcze i jednym z nich był oddział Junoszy. 28 kwietnia o godzinie 17 oddział Nowackiego został zaatakowany w Bebelnie. Siły rosyjskie liczyły 60 dragonów i pół sotni kozaków. Junosza ustawił jeden pluton za domami, a drugi pluton ustawił w tyralierze na drodze, którą szli Rosjanie. Rozpoczęła się półgodzinna strzelanina. Potem jednak Junosza widząc, że moskale się chwieją na swoich pozycjach, zebrał cały oddział i przygotował go do szarży. Rosjanie widząc co się dzieje, wycofali się za bagna gdzie ciężko było przeprowadzić szarżę. Znowu więc walka ograniczyła się do wymiany strzałów. Po pewnym czasie z lewej strony wsi zaczęła zbliżać się piechota moskiewska. Wobec przewagi liczebnej wroga Nowacki zdecydował się przeprowadzić odwrót. Straty powstańców wyniosły 3 zabitych i 2 rannych. 